# Juan Ángel Romero
Juan Ángel Romero (Asunción, 27 dicembre 1934 – Elche, 17 giugno 2009) è stato un calciatore paraguaiano.

## Carriera
In attività giocava come attaccante. Era soprannominato "Romerito".